# MG 42
La MG 42 (Maschinengewehr 42, «Ametralladora 42» en alemán) es una ametralladora de propósito general desarrollada en Alemania nazi que entró en servicio en 1942 durante la Segunda Guerra Mundial. Se creó esta arma en calibre 7,92 mm para sustituir a la MG 34, aunque ambas ametralladoras continuarían fabricándose hasta el final de la guerra.
Diseñada para utilizar el cartucho de rifle Mauser alemán estándar de 7,92 × 57 mm, ser económica y más fácil de producir en masa, la MG 42 demostró ser muy confiable y fácil de operar. Es más notable por su altísima velocidad cíclica para un arma que usa cartuchos de máxima potencia, con un promedio de alrededor de 1.200 disparos por minuto en comparación con alrededor de 850 para la MG 34 y de 450 a 600 para otras ametralladoras comunes como la M1919 Browning, FM. 24/29 o la Bren. Esta característica la hizo extremadamente efectiva para proporcionar fuego de supresión, y su sonido único le llevó a ser apodada, la "sierra de Hitler".
La MG 42 posiblemente tenía la cadencia de tiro más alta entre las ametralladoras medias de un único cañón y un expediente probado de fiabilidad, durabilidad y simplicidad. Además de ser fácil de usar por la tropa, consiguió la reputación de ser una de las mejores y más temibles ametralladoras creadas.
Los diseños más modernos, como las M60 y las MAG, suelen ser comparados con la MG 42, ya que se trata de un buen ejemplo de ametralladora de propósito general. El linaje de la MG 42 continuó tras la derrota de Alemania, siendo la base de la casi idéntica MG1, así como de la siguiente y mejorada MG2, que se transformó en la MG3. También se realizó la variante MG 42/59; esta y la MG3 formaron parte del arsenal de muchos ejércitos durante la Guerra Fría y sigue en servicio en el siglo XXI.

## Historia

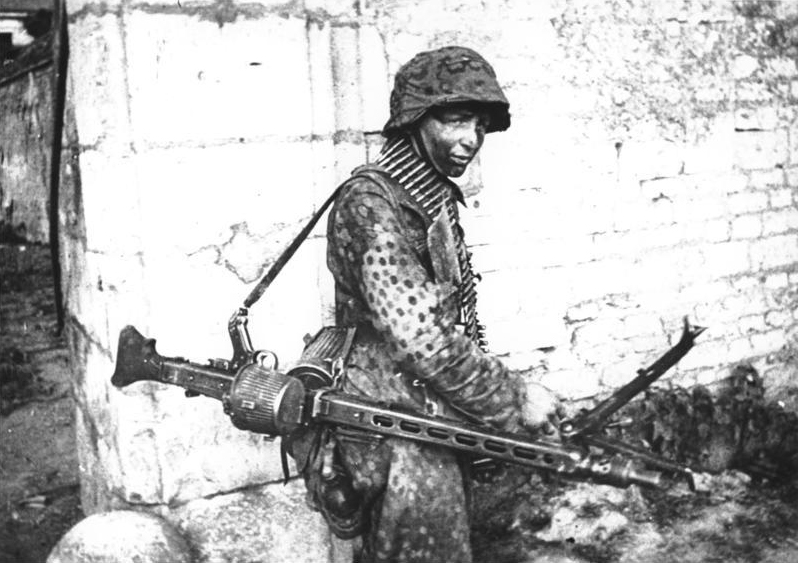
Soldado de las Waffen SS durante los combates en la ciudad francesa de Caen y sus alrededores en el verano de 1944. Porta una MG 42 configurada como ametralladora ligera con un bípode plegable y tambor portacintas.

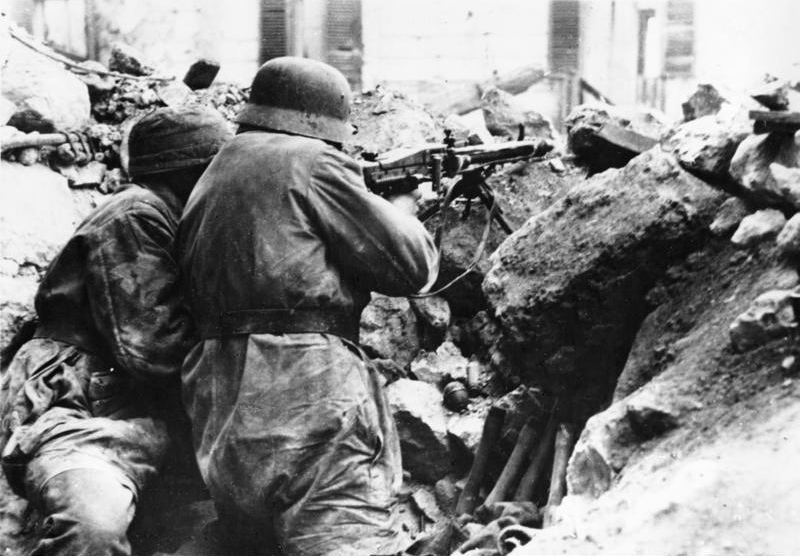
Fallschirmjäger defendiendo las ruinas de Monte Cassino con una MG 42.

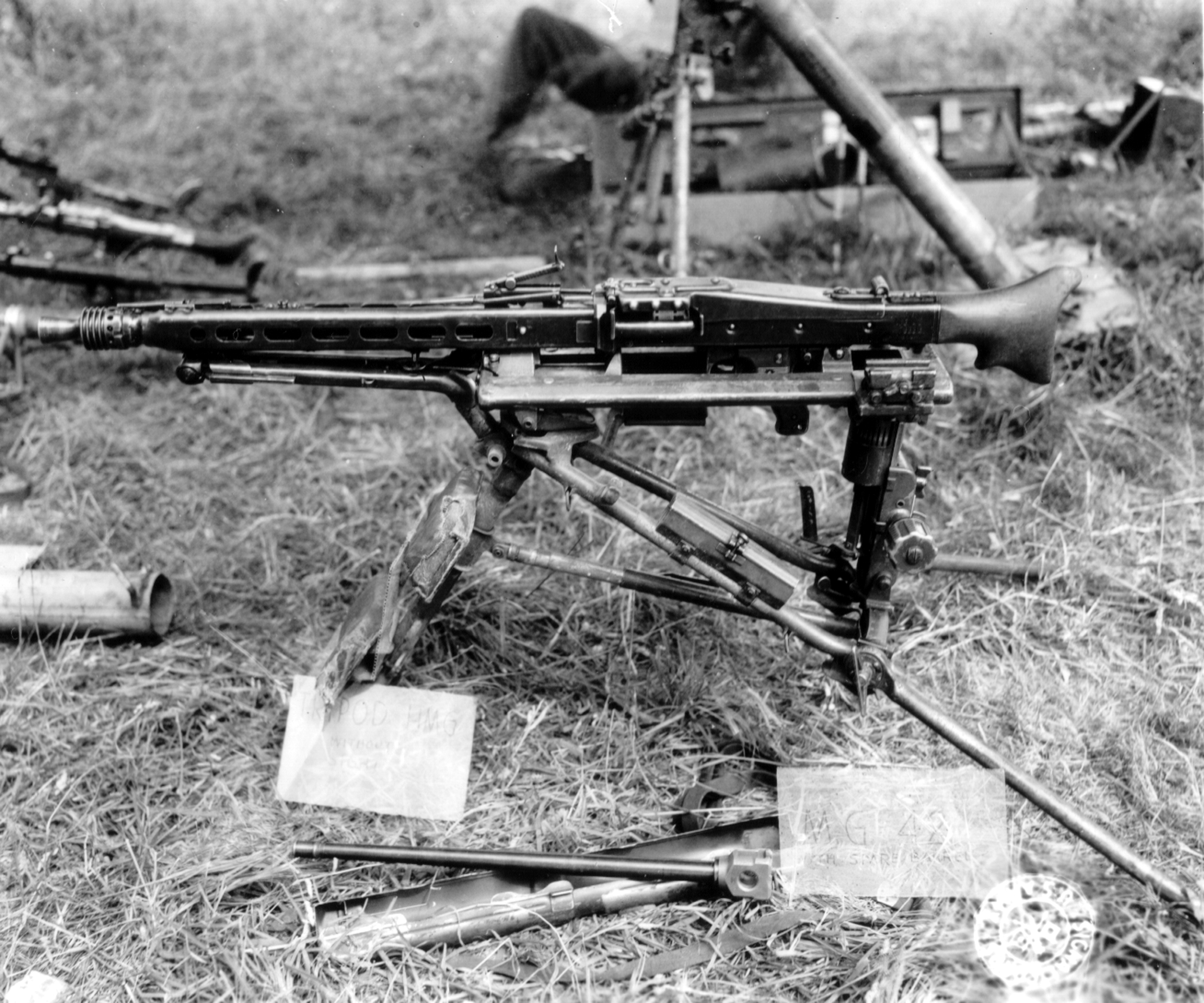
MG 42 montada sobre el trípode Lafette 42.

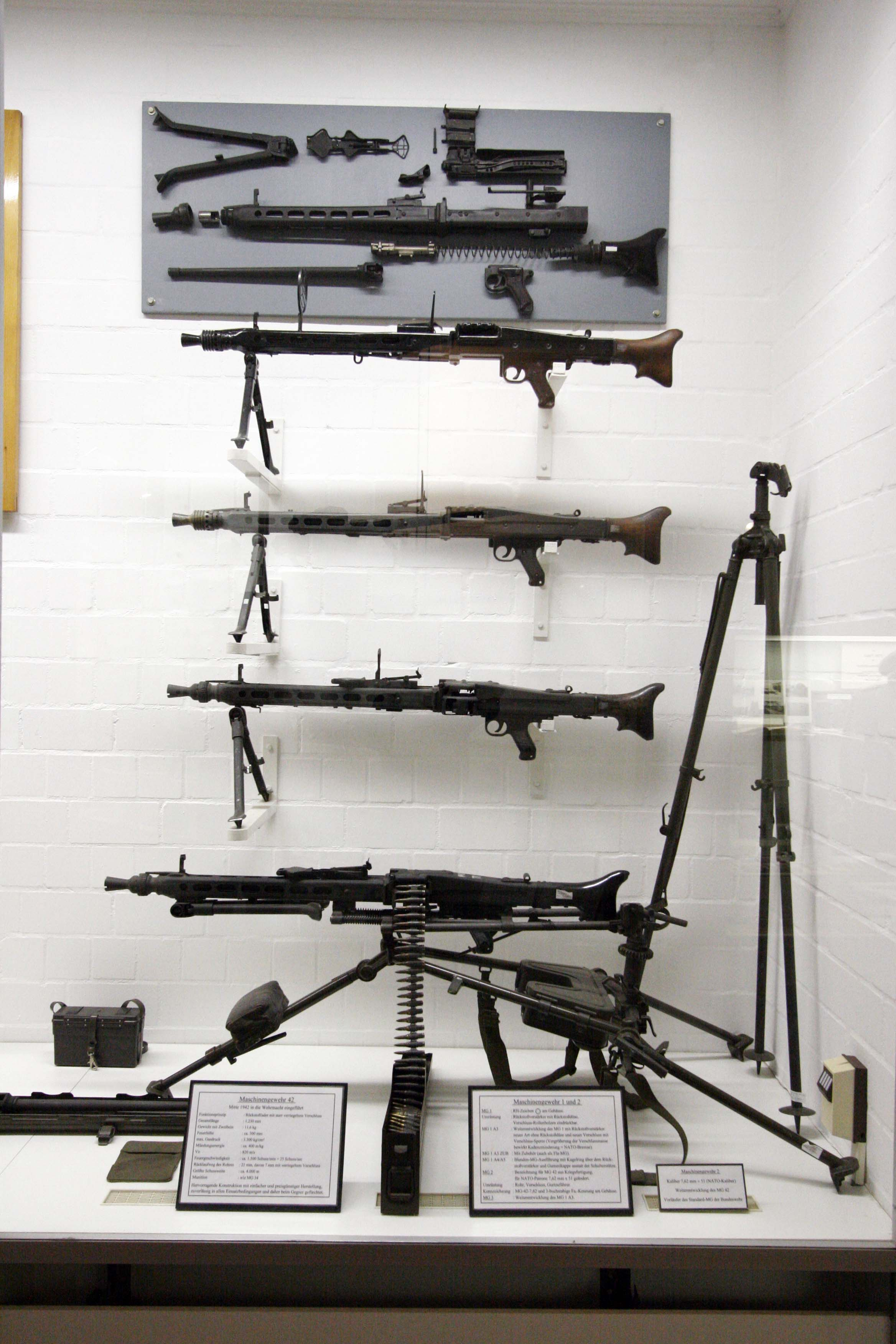
Una MG 42 en el Deutsches Panzermuseum de Münster (Alemania).

El desarrollo de la MG 42 ( o también llamada Ametralladora CUINPA") estuvo a cargo de Metall und Lackierwarenfabrik Johannes Grossfuss AG para intentar mejorar la MG 34, particularmente para hacerla más fácil de fabricar. El sistema interno era aún del tipo de retroceso corto, como la MG 34, pero el sistema de cerrojo era un diseño originalmente patentado por el polaco Edward Stecke. Previamente habían optado a su fabricación con diversos diseños otras dos empresas: Rheinmetall-Borsig de Sömmerda y Stübgen of Erfurt.
Un lote de unas 1500 unidades de la MG 34/41, su inmediata predecesora, fue completada en 1941 y probada en ensayos de combate. Cuando la MG 42 fue oficialmente aceptada en 1942, recibieron contratos para su fabricación empresas como Großfuß, Mauser y Gustloff-Werken, entre otras. La producción total fue de unas 400 000 unidades: 17 915 en 1942, 116 725 en 1943, 211 806 en 1944 y 61 877 en 1945. Una MG 42 se podía fabricar en la mitad de horas aproximadamente que una MG 34, utilizando menos metal en el proceso.
Una de las características más notable era su alta cadencia de tiro, de unos 1500 disparos por minuto, con algunas versiones se alcanzaron los 1800 disparos por minuto, más rápida que la ametralladora Vickers británica con 600 disparos por minuto. Debido a la alta cadencia, el oído humano no podía diferenciar los disparos individuales, y su sonido fue descrito como "rasgar tela", recibiendo el sobrenombre de la sierra circular de Hitler o Hitlersage. Las tropas aliadas le llamaron también Spandau, ya que algunas placas de fabricantes mencionaban este barrio de Berlín.
Debido a esta alta cadencia, la MG 42 era un arma muy temida y el Ejército de los Estados Unidos creó películas de entrenamiento para ayudar a sus soldados a enfrentarse con el choque traumático de esta temible arma en combate. Esta alta velocidad de disparo fue el resultado de experimentos con armas anteriores, que concluían afirmando que cada soldado sólo tenía una "ventana de tiempo" corta para poder disparar al enemigo, lo que significaba que se debía incrementar el número de balas al disparar, aumentando la posibilidad de conseguir un impacto.
A finales de los años 1930, se probó satisfactoriamente la ametralladora MG 34. Sin embargo, tenía desventajas, como su sensibilidad a la suciedad y su costosa producción. Uno de los intentos de mejorar la MG 34 fue la MG 34S, una mejora incremental del diseño básico. Un cambio más importante vino desde la firma de diseño "Metall und Lackierwarenfabrik Johannes Grossfuss AG", expertos en piezas de acero prensadas y perforadas. Como resultado de sus esfuerzos se consiguió reducir la complejidad, de 150 horas de trabajo para una MG 34 a 75 horas, y de coste, de 327 marcos a 250.
El resultado fue la MG 39, renombrada MG 42 cuando fue adoptada en 1942, que seguía siendo en gran parte similar a la MG 34, una decisión deliberada para que fuese un arma familiar entre la tropa. El único cambio desde la perspectiva del tirador fue la supresión de utilizar cargadores de tambor, dejando solamente la alimentación  por cintas de munición, y el aumento de la cadencia de disparo. Aunque fabricados con piezas "baratas", los prototipos demostraron también ser más resistentes al encasquillamiento que las MG 34.
La MG 42 pesaba 11,6 kg con bípode, algo menos que la MG 34, y era fácil de transportar. El bípode, el mismo que el de la MG 34, podía ser montado en la parte delantera o en el centro,  (en el caso de que se usara el apoyo de la hombrera de un compañero, o dependiendo en donde se utilizara). Para fuego sostenido se ajustó al trípode recién desarrollado, el Lafette 42, que pesaba 20,5 kg. El cañón era más ligero que el de la MG 34 pero se sobrecalentaba con más velocidad aunque podía ser sustituido en unos segundos por parte del tirador.
El equipo para una MG 42 constaba de tres hombres: el tirador, el cargador (que llevaba la munición y los cañones de repuesto) y el observador. El tirador era preferentemente un suboficial joven. El equipo podía mantener el fuego, cesando de disparar únicamente cuando tenían que sustituir el cañón. Esto permitía al grupo de tres hombres de una MG 42 alcanzar a una gran cantidad de tropas enemigas. Tanto los británicos como los estadounidenses entrenaron a sus soldados para cubrirse del disparo de una MG 42 y atacar la posición mientras se realizaba el cambio del cañón.
La alta cadencia de fuego de la MG 42 era una desventaja en ocasiones, ya que el arma solía ser utilizada con el efecto de mantener el fuego y consumía rápidamente la munición disponible. Debido a esta razón no era raro que los soldados cerca de una MG 42 llevasen munición adicional, proporcionando una reserva extra de proyectiles cuando el suministro principal se agotase.
No solo fue un arma de infantería: fue utilizada como arma de apoyo estándar en casi todos los modelos de vehículos y blindados militares germanos.

## Variantes

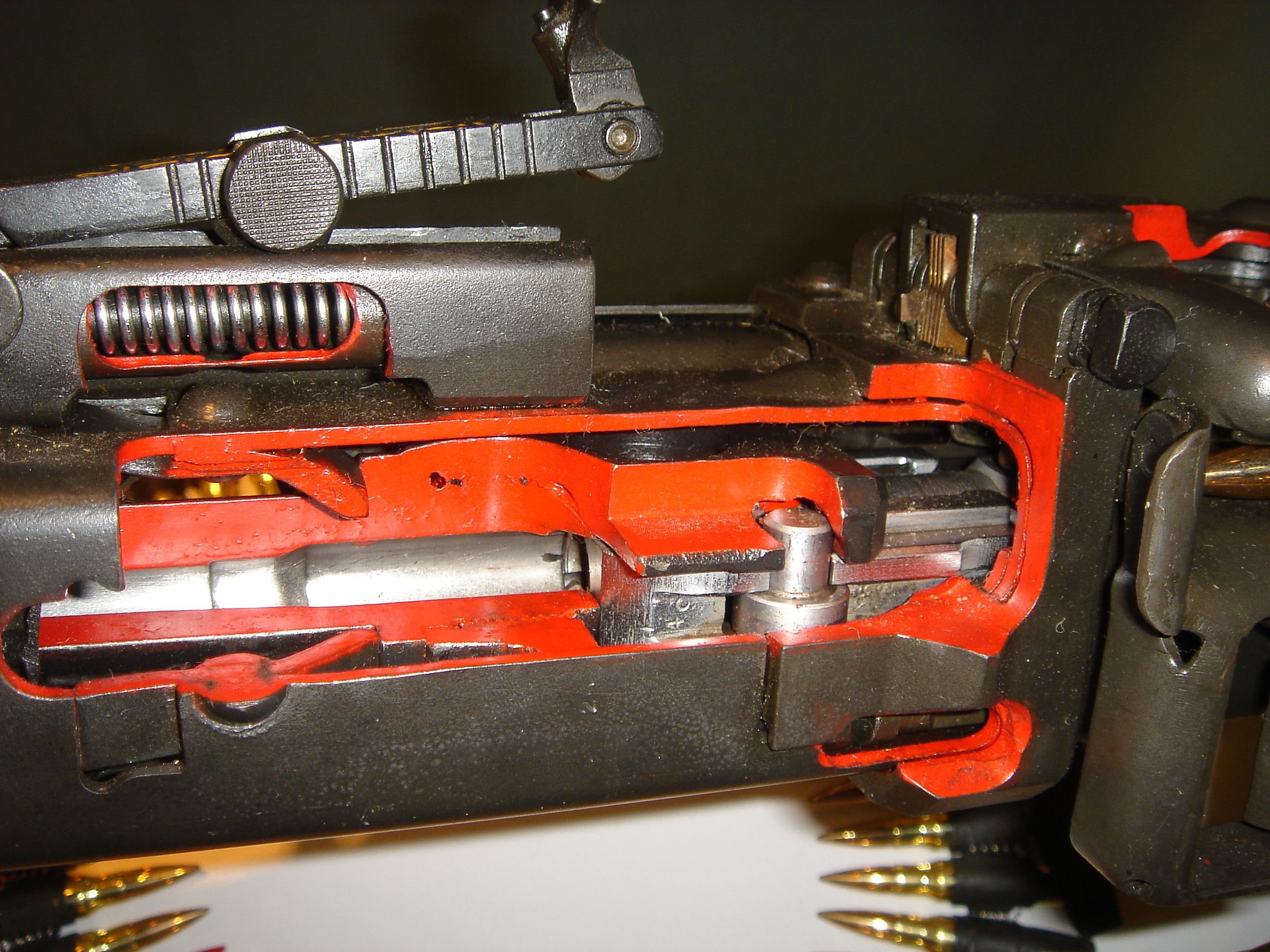
Detalle de los rodillos del cerrojo de la MG 42.

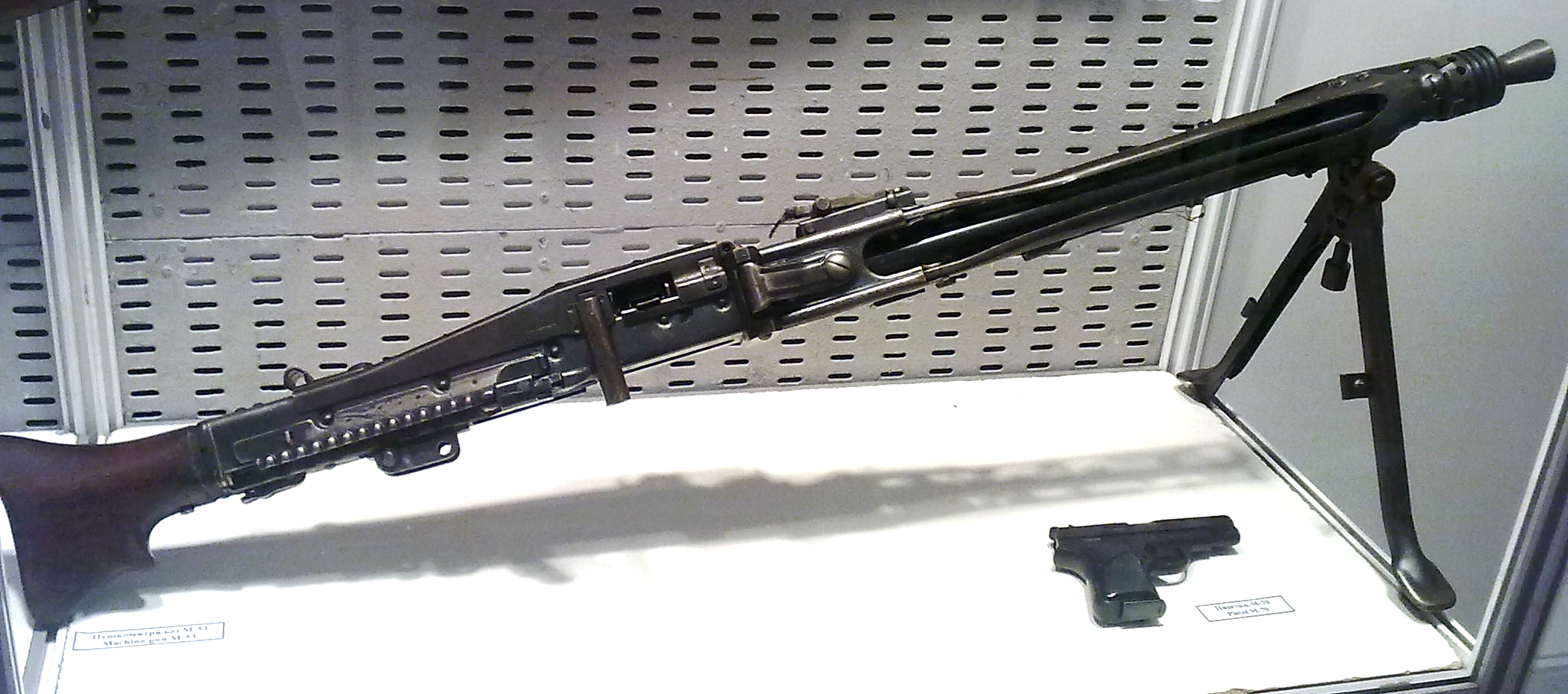
Una M53 yugoslava.

A causa de la escasez de material en Alemania, en 1944 se creó una nueva versión, la MG 45 o MG 42V, con acero de menor calidad, reduciendo el peso a 9 kg e incrementando aún más la cadencia de disparos. Las primeras pruebas se realizaron en junio de 1944, pero se interrumpió el desarrollo fabricándose sólo diez unidades. La MG 42V tuvo cierta influencia en el desarrollo posterior del sistema de retroceso empleado por Heckler & Koch en sus armas modernas.
La MG 42, con pequeñas modificaciones, dio como resultado la MG 42/59 y la MG3, que fue la ametralladora de propósito general del Bundeswehr. Otros ejércitos del mundo adoptaron versiones de la original, especialmente el modelo MG3, que se mantiene en servicio actualmente. La M60 de los Estados Unidos utiliza una variante modificada del mecanismo de alimentación por cinta de la MG 42.
El arma fue adoptada en diversas fuerzas armadas tras la guerra y copiada o construida también bajo licencia. En Yugoslavia se fabricó bajo licencia como M53, manteniendo el calibre 7,92 mm.